# José Galván
Pour les articles homonymes, voir Galván.
José Galván est un danseur, chorégraphe, et chanteur espagnol de flamenco traditionnel.

## Biographie
José Galván est un « maître de flamenco » traditionnel et un professeur de danse dans son école de flamenco à Séville. Il commence sa carrière à douze ans en remportant un concours de chant sur Radio Sevilla, puis entre de 1962 à 1965 dans différentes compagnies nationales de flamenco dont celles de Juanita Reina et de Manolo Escobar. Il danse et chante alors en Andalousie et en Espagne. En 1977, il crée son école de flamenco dans le quartier de San José Obrero à Séville, puis la transforme en Académie de flamenco en 1982.
Marié à la danseuse Eugenia de los Reyes Bermúdez — qu'il rencontre en 1966 à Séville —, il est le père du danseur de flamenco contemporain Israel Galván et de la danseuse de flamenco traditionnel Pastora Galván, tous deux élèves de leurs parents mais ayant suivi des voies artistiques différentes,.

## Principales chorégraphies
- La trocha
- Sevilla